# Olympische Sommerspiele 1992/Fußball
Bei den XXV. Olympischen Sommerspielen 1992 in Barcelona wurde ein Wettbewerb im Fußball ausgetragen. Mit Spanien konnte erstmals seit 1920 wieder der Gastgeber gewinnen. Es war der bisher letzte Sieg einer europäischen Mannschaft. Mit Australien erreichte erstmals eine ozeanische Mannschaft das Halbfinale.
Spielstätten waren neben dem Camp Nou und dem Estadi Sarrià in Barcelona, das Nova Creu Alta in Sabadell, das La Romareda in Saragossa und das damalige Estadio Luis Casanova in Valencia. Zum zweiten Mal nach 1984 fanden keine Spiele des olympischen Fußballturniers im eigentlichen Olympiastadion statt. Das Turnier war eines der schlechtestbesuchten in der olympischen Geschichte. Zu einigen Vorrundenspielen kamen lediglich 2.000 Zuschauer.
Die europäische Qualifikation erfolgte im Rahmen der U-21-Europameisterschaft. Deutschland konnte sich nach der Wiedervereinigung der beiden deutschen Staaten nicht qualifizieren.
Die Rückpassregel feierte bei diesem Turnier ihre offizielle Premiere.

## Olympisches Turnier

### Gruppenphase

#### Gruppe A
|                                                         |   |                    |           |
| 24. Juli 1992 um 18:00 Uhr in Barcelona (Camp Nou)      |   |                    |           |
| Italien                                                 | – | Vereinigte Staaten | 2:1 (2:0) |
| 24. Juli 1992 um 20:00 Uhr in Saragossa                 |   |                    |           |
| Polen                                                   | – | Kuwait             | 2:0 (1:0) |
| 27. Juli 1992 um 21:00 Uhr in Barcelona (Estadi Sarrià) |   |                    |           |
| Italien                                                 | – | Polen              | 0:3 (0:1) |
| 27. Juli 1992 um 19:00 Uhr in Saragossa                 |   |                    |           |
| Vereinigte Staaten                                      | – | Kuwait             | 3:1 (0:1) |
| 29. Juli 1992 um 21:00 Uhr in Barcelona (Estadi Sarrià) |   |                    |           |
| Italien                                                 | – | Kuwait             | 1:0 (1:0) |
| 29. Juli 1992 um 19:00 Uhr in Saragossa                 |   |                    |           |
| Vereinigte Staaten                                      | – | Polen              | 2:2 (1:2) |

| Pl. | Land               | Sp. | S | U | N | Tore    | Diff. | Punkte |
| --- | ------------------ | --- | - | - | - | ------- | ----- | ------ |
| 1.  | Polen              | 3   | 2 | 1 | 0 | 007:200 | +5    | 05:10  |
| 2.  | Italien            | 3   | 2 | 0 | 1 | 003:400 | −1    | 04:20  |
| 3.  | Vereinigte Staaten | 3   | 1 | 1 | 1 | 006:500 | +1    | 03:30  |
| 4.  | Kuwait             | 3   | 0 | 0 | 3 | 001:600 | −5    | 0:60   |

#### Gruppe B
|                                        |   |           |           |
| 24. Juli 1992 um 20:00 Uhr in Valencia |   |           |           |
| Spanien                                | – | Kolumbien | 4:0 (3:0) |
| 24. Juli 1992 um 20:00 Uhr in Sabadell |   |           |           |
| Ägypten                                | – | Katar     | 0:1 (0:0) |
| 27. Juli 1992 um 21:00 Uhr in Valencia |   |           |           |
| Spanien                                | – | Ägypten   | 2:0 (0:0) |
| 27. Juli 1992 um 19:00 Uhr in Sabadell |   |           |           |
| Kolumbien                              | – | Katar     | 1:1 (0:0) |
| 29. Juli 1992 um 21:00 Uhr in Valencia |   |           |           |
| Spanien                                | – | Katar     | 2:0 (1:0) |
| 29. Juli 1992 um 19:00 Uhr in Sabadell |   |           |           |
| Kolumbien                              | – | Ägypten   | 3:4 (2:1) |

| Pl. | Land      | Sp. | S | U | N | Tore    | Diff. | Punkte |
| --- | --------- | --- | - | - | - | ------- | ----- | ------ |
| 1.  | Spanien   | 3   | 3 | 0 | 0 | 008:000 | +8    | 06:0   |
| 2.  | Katar     | 3   | 1 | 1 | 1 | 002:300 | −1    | 03:30  |
| 3.  | Ägypten   | 3   | 1 | 0 | 2 | 004:600 | −2    | 02:40  |
| 4.  | Kolumbien | 3   | 0 | 1 | 2 | 004:900 | −5    | 01:50  |

#### Gruppe C
|                                                         |   |          |           |
| 26. Juli 1992 um 21:00 Uhr in Barcelona (Estadi Sarrià) |   |          |           |
| Schweden                                                | – | Paraguay | 0:0       |
| 26. Juli 1992 um 21:00 Uhr in Valencia                  |   |          |           |
| Marokko                                                 | – | Südkorea | 1:1 (0:0) |
| 28. Juli 1992 um 19:00 Uhr in Sabadell                  |   |          |           |
| Schweden                                                | – | Marokko  | 4:0 (2:0) |
| 28. Juli 1992 um 21:00 Uhr in Valencia                  |   |          |           |
| Paraguay                                                | – | Südkorea | 0:0       |
| 30. Juli 1992 um 21:00 Uhr in Barcelona (Estadi Sarrià) |   |          |           |
| Schweden                                                | – | Südkorea | 1:1 (0:1) |
| 30. Juli 1992 um 21:00 Uhr in Valencia                  |   |          |           |
| Paraguay                                                | – | Marokko  | 3:1 (1:0) |

| Pl. | Land     | Sp. | S | U | N | Tore    | Diff. | Punkte |
| --- | -------- | --- | - | - | - | ------- | ----- | ------ |
| 1.  | Schweden | 3   | 2 | 0 | 1 | 005:100 | +4    | 04:20  |
| 2.  | Paraguay | 3   | 2 | 0 | 1 | 003:100 | +2    | 04:20  |
| 3.  | Südkorea | 3   | 1 | 1 | 1 | 002:200 | ±0    | 03:30  |
| 4.  | Marokko  | 3   | 0 | 1 | 2 | 002:800 | −6    | 01:50  |

#### Gruppe D
|                                                         |   |            |           |
| 26. Juli 1992 um 19:00 Uhr in Saragossa                 |   |            |           |
| Dänemark                                                | – | Mexiko     | 1:1 (0:1) |
| 26. Juli 1992 um 19:00 Uhr in Sabadell                  |   |            |           |
| Ghana                                                   | – | Australien | 3:1 (1:0) |
| 28. Juli 1992 um 19:00 Uhr in Saragossa                 |   |            |           |
| Dänemark                                                | – | Ghana      | 0:0       |
| 28. Juli 1992 um 21:00 Uhr in Barcelona (Estadi Sarrià) |   |            |           |
| Mexiko                                                  | – | Australien | 1:1 (0:1) |
| 30. Juli 1992 um 19:00 Uhr in Sabadell                  |   |            |           |
| Dänemark                                                | – | Australien | 0:3 (0:1) |
| 30. Juli 1992 um 19:00 Uhr in Sabadell                  |   |            |           |
| Mexiko                                                  | – | Ghana      | 1:1 (1:0) |

| Pl. | Land       | Sp. | S | U | N | Tore    | Diff. | Punkte |
| --- | ---------- | --- | - | - | - | ------- | ----- | ------ |
| 1.  | Ghana      | 3   | 2 | 0 | 1 | 004:200 | +2    | 04:20  |
| 2.  | Australien | 3   | 1 | 1 | 1 | 005:400 | +1    | 03:30  |
| 3.  | Mexiko     | 3   | 1 | 1 | 1 | 003:300 | ±0    | 03:30  |
| 4.  | Dänemark   | 3   | 1 | 0 | 2 | 001:400 | −3    | 02:40  |

### Viertelfinale
|                                                     |   |            |           |
| 1. August 1992 um 21:30 Uhr in Barcelona (Camp Nou) |   |            |           |
| Polen                                               | – | Katar      | 2:0 (1:0) |
| 1. August 1992 um 19:00 Uhr in Valencia             |   |            |           |
| Spanien                                             | – | Italien    | 1:0 (1:0) |
| 2. August 1992 um 21:30 Uhr in Barcelona (Camp Nou) |   |            |           |
| Schweden                                            | – | Australien | 1:2 (0:1) |
| 2. August 1992 um 19:00 Uhr in Saragossa            |   |            |           |
| Ghana                                               | – | Paraguay   | 4:2 n. V. |

### Halbfinale
|                                                     |   |            |           |
| 5. August 1992 um 21:30 Uhr in Barcelona (Camp Nou) |   |            |           |
| Polen                                               | – | Australien | 6:1 (2:1) |
| 5. August 1992 um 19:00 Uhr in Valencia             |   |            |           |
| Spanien                                             | – | Ghana      | 2:0 (1:0) |

### Spiel um Bronze
|                                                   |   |       |           |
| 7. August 1992, 20:00 Uhr in Barcelona (Camp Nou) |   |       |           |
| Australien                                        | – | Ghana | 0:1 (0:1) |

### Finale
| Paarung        | Spanien – Polen |
| Ergebnis       | 3:2 (0:1) |
| Datum          | 8. August 1992 |
| Stadion        | Camp Nou, Barcelona |
| Zuschauer      | 95.000 |
| Schiedsrichter | José Torres Cadena ( Kolumbien) |
| Tore           | 0:1 Wojciech Kowalczyk (45.+1'), 1:1 Abelardo (65.), 2:1 Kiko (70.), 2:2 Ryszard Staniek (75.), 3:2 Kiko (90.) |
| Spanien        | Antonio Jiménez Sistachs – Juanma López, Roberto Solozábal , Abelardo, Mikel Lasa (51. José Emilio Amavisca) – Albert Ferrer, Pep Guardiola, Luis Enrique, Rafael Berges – Alfonso, Kiko Cheftrainer: Vicente Miera                                   |
| Polen          | Aleksander Kłak – Tomasz Łapiński, Tomasz Wałdoch, Marek Koźmiński, Marcin Jałocha (55. Piotr Świerczewski) – Ryszard Staniek, Jerzy Brzęczek , Andrzej Kobylański, Dariusz Gęsior – Wojciech Kowalczyk, Andrzej Juskowiak Cheftrainer: Janusz Wójcik |
| Gelbe Karten   | keine – Wałdoch, Kowalczyk |

## Medaillenränge
| Rang         | Medaillengewinner |
| ------------ | --- |
| Gold Spanien | Abelardo, José Emilio Amavisca, Francisco Soler Atencia, Rafael Berges, Santiago Cañizares (TW), David Villabona, Albert Ferrer, Francisco Veza Fragoso, Luis Enrique, Mikel Lasa, Pep Guardiola, Javier Manjarín, Juanma López, Alfonso, Gabriel Vidal, Antonio Pinilla, Kiko, Miguel Hernández Sánchez, Antonio Jiménez Sistachs (TW), Roberto Solozábal Trainer: Vicente Miera                 |
| Silber Polen | Dariusz Adamczuk, Marek Bajor, Jerzy Brzęczek, Dariusz Gęsior, Marcin Jałocha, Andrzej Juskowiak, Aleksander Kłak (TW), Andrzej Kobylański, Dariusz Koseła, Wojciech Kowalczyk, Marek Koźmiński, Tomasz Łapiński, Grzegorz Mielcarski, Arkadiusz Onyszko (TW), Ryszard Staniek, Piotr Świerczewski, Dariusz Szubert, Tomasz Wałdoch, Mirosław Waligóra, Tomasz Wieszczycki Trainer: Janusz Wójcik |
| Bronze Ghana | Joachim Yaw, Simon Addo (TW), Sammi Adjei, Mamood Amadu, Frank Amankwah, Bernard Aryee, Isaac Asare, Kwame Ayew, Ibrahim Dossey (TW), Mohammed Gargo, Mohammed Kalilu, Maxwell Konadu, Samuel Kuffour, Samuel Kumah, Nii Lamptey, Anthony Mensah (TW), Alex Nyarko, Yaw Preko, Shamo Quaye, Olli Rahman Trainer: Sam Arday                                                                        |

## Beste Torschützen
| Rang | Spieler            | Tore |
| ---- | ------------------ | ---- |
| 1    | Andrzej Juskowiak  | 7    |
| 2    | Kwame Ayew         | 6    |
| 3    | Kiko               | 5    |
| 4    | Wojciech Kowalczyk | 4    |